# Pallacanestro Cantù 1986-1987
Questa voce raccoglie le informazioni riguardanti la Pallacanestro Cantù nelle competizioni ufficiali della stagione 1986-1987.

## Stagione
La stagione 1986-1987 della Pallacanestro Cantù sponsorizzata Arexons, è la 32ª nel massimo campionato italiano di pallacanestro, la Serie A1.
Il 4 agosto fa ritorno a Cantù Gianni Corsolini in veste di direttore sportivo e così incrociò nuovamente la propria strada con quella di Carlo Recalcati. Già anni prima Corsolini lo aveva scelto e portato a Cantù. Ora tornarono a lavorare fianco a fianco per costruire la nuova squadra.
L'esordio in campionato fu amaro a causa di due sole vittorie nelle prime sei partite di campionato, ma successivamente con anche l'inizio della Coppa Korać, dopo un anno di assenza dall'Europa, Cantù riuscì a risollevarsi. Arrivarono così dodici successi di fila tra campionato e Coppa prima di cadere a Limoges. Quella sconfitta e quella a Leningrado costarono la qualificazione alle semifinali per la Pallacanestro Cantù. Invece in campionato Cantù riuscì a chiudere nuovamente in seconda posizione e a qualificarsi ai quarti contro l'Allibert Livorno che venne sconfitta senza problemi. Nelle semifinali si ripropose il duello dell'anno precedente contro Caserta. Cantù sconfitta come l'anno precedente e stagione conclusa.

## Roster
|    | Naz.                   | Ruolo | Sportivo             |  |  |  | Note |
| -- | ---------------------- | ----- | -------------------- |  |  |  | ---- |
| 4  | Italia (bandiera)      | A     | Denis Innocentin     |  |  |  |      |
| 5  | Italia (bandiera)      | P     | Luciano Bosio        |  |  |  |      |
| 6  | Italia (bandiera)      | G     | Nicola Foschini      |  |  |  |      |
| 7  | Italia (bandiera)      | P     | Corrado Fumagalli    |  |  |  |      |
| 8  | Italia (bandiera)      | AG    | Beppe Bosa           |  |  |  |      |
| 9  | Italia (bandiera)      | C     | Luigi Cagnazzo       |  |  |  |      |
| 10 | Stati Uniti (bandiera) | C     | Dan Gay              |  |  |  |      |
| 11 | Italia (bandiera)      |       | Andrea Pellegrini    |  |  |  |      |
| 12 | Italia (bandiera)      | G     | Antonello Riva       |  |  |  |      |
| 14 | Italia (bandiera)      | P     | Pier Luigi Marzorati |  |  |  |      |
| 15 | Italia (bandiera)      | A     | Enrico Milesi        |  |  |  |      |
| 18 | Stati Uniti (bandiera) | C     | Lorenzo Charles      |  |  |  |      |
|    | Italia (bandiera)      | ALL   | Carlo Recalcati      |  |  |  |      |

## Mercato
| Acquisti | Acquisti        | Acquisti        | Acquisti      |
| R.       | Nome            | da              | Modalità      |
| -------- | --------------- | --------------- | ------------- |
| P        | Luciano Bosio   | Mens Sana Siena | definitivo    |
| AG       | Lorenzo Charles | Atlanta Hawks   | definitivo    |
| A        | Antonio Sala    | A.P. Udinese    | fine prestito |

| Cessioni | Cessioni            | Cessioni        | Cessioni       |
| R.       | Nome                | a               | Modalità       |
| -------- | ------------------- | --------------- | -------------- |
| C        | Richard Anderson    | Houston Rockets | fine contratto |
| PG       | Umberto Cappelletti | Robur Varese    | fine contratto |
| C        | Angelo Gilardi      | UG Goriziana    | prestito       |
| A        | Antonio Sala        | UG Goriziana    | fine contratto |